# الموسوعة التاريخية السوفيتية

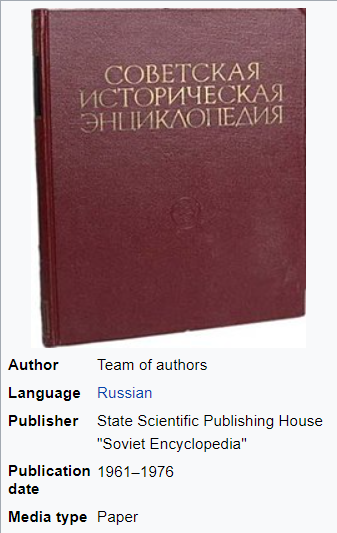

الموسوعة التاريخية السوفيتية هي الموسوعة السوفيتية لأكاديمية العلوم في الاتحاد السوفيتي (1961-1976) عن تاريخ شعوب العالم بأسره حتى السبعينيات من القرن العشرين.

## المحتوى
تتضمن هذه الموسوعة مقالات - مصطلحات عن تاريخ الاتحاد السوفيتي والدول الأجنبية، وخاصة في التاريخ الحديث. يتم إعطاء العديد من المقالات تسلسل زمني مفصل، وهي جزء لا يتجزأ من المقالات المخصصة للاتحاد السوفيتي وجمهوريات الاتحاد والدول الأجنبية.
المقالات مصحوبة بجداول إحصائية، خرائط (تاريخية، سياسية، إثنوغرافية)، رسوم بيانية، رسوم توضيحية.

## المحررين
- رئيس التحرير - يفغيني جوكوف.

في سنوات مختلفة، كان أعضاء هيئة التحرير الرئيسية هم:
| - إيفجيني بولتين - فياتشيسلاف فولجين - فولينا (الأمين التنفيذي)؛ - بوبوجان جافوروف - الكسندر هوبر - جان زوتيس | - أبغار يوانيسيان - كوزنتسوف. - لافروف. - إسحاق مينتز - جينادي أوبيتشكين - بوكروفسكي. | - إيفان بوتخين - أركادي سيدوروف - فاسيلي ستروف - ميخائيل تيخوميروف - سيرجي توكاريف - فلاديمير خفوستوف. |

## مجلدات
| المجلد | العنوان                     | تاريخ النشر | أرقام الصفحات |
| ------ | --------------------------- | ----------- | ------------- |
| 1      | ألتونين - أيان              | 1961        | 530           |
| 2      | بعل - واشنطن                | 1962        | 517           |
| 3      | واشنطن - فياتشكو            | 1963        | 516           |
| 4      | لاهاي - دفين                | 1963        | 542           |
| 5      | دفينسك - إندونيسيا          | 1964        | 492           |
| 6      | إندرا - كاراكاس             | 1965        | 521           |
| 7      | كراكيف - كوشكر              | 1965        | 520           |
| 8      | كوشالا - مالطا              | 1965        | 509           |
| 9      | مالطا - ناخيموف             | 1966        | 508           |
| 10     | ناشيمسون - برجاموم          | 1967        | 534           |
| 11     | برجاموم - روفين             | 1968        | 521           |
| 12     | جبر الضرر - السلاف          | 1969        | 496           |
| 13     | الدراسات السلافية - شيا تشن | 1971        | 530           |
| 14     | تاناه - فيليو               | 1973        | 524           |
| 15     | فلاحي - زلينور              | 1974        | 510           |
| 16     | تشانغ وين تيان - يشتوخ      | 1976        | 509           |

## روابط خارجية
- الموسوعة التاريخية السوفيتية: في 16 مجلدًا - موسكو: دار النشر العلمية الحكومية «الموسوعة السوفيتية»، 1961-1976 // موقع " Runivers "